# Physical Graffiti
Physical Graffiti är rockbandet Led Zeppelins sjätte studioalbum, ett dubbelalbum släppt den 24 februari 1975. Albumet kom efter nästan två års tystnad från bandet och var ett av de första som släpptes på det egna bolaget Swan Song Records. Physical Graffiti var egentligen planerat att vara ett enkelalbum (de nya låtarna spelades in 1974), men gruppen tog med några låtar som blivit över från de tidigare albumen vilket resulterade i ett dubbelalbum. Vissa låtar som är med på skivan, till exempel "Bron-Yr-Aur" och "Boogie with Stu" spelades in 1970-1971 då man spelade in material till skivorna Led Zeppelin III och IV. Låten "Houses of the Holy" fick ge namn åt gruppens förra album, och spelades också in inför det men kom istället med på det här albumet.
Albumet toppade snabbt listorna över de mest köpta albumen runt om i världen. En av de mest kända låtarna på albumet är den mellanöstern-inspirerade "Kashmir", med bland annat stora trumprestationer från John Bonham och drömmande tongångar från sångaren Robert Plant. Det var också en av få låtar från albumet som Led Zeppelin framförde under liveframträdanden.
Skivomslaget visar ett fotografi av två byggnader i New York. På LP-omslagen till originaltryckningarna av skivan var fönstren utskurna och man kunde se olika personer och föremål i fönstren.
Skivan blev #70 (senare 73) i tidningen Rolling Stones lista The 500 Greatest Albums of All Time. Skivan medtogs i boken 1001 album du måste höra innan du dör.

## Låtlista

### Skiva 1
1. "Custard Pie" (Page/Plant) - 4:13
2. "The Rover" (Page/Plant) - 5:37
3. "In My Time of Dying" (Page/Plant/Jones/Bonham) - 11:05
4. "Houses of the Holy" (Page/Plant) - 4:02
5. "Trampled Under Foot" (Page/Plant/Jones) - 5:36
6. "Kashmir" (Page/Plant/Bonham) - 8:29

### Skiva 2
1. "In the Light" (Page/Plant/Jones) - 8:46
2. "Bron-Yr-Aur" (Page) - 2:06
3. "Down by the Seaside" (Page/Plant) - 5:13
4. "Ten Years Gone" (Page/Plant) - 6:32
5. "Night Flight" (Jones/Page/Plant) - 3:36
6. "The Wanton Song" (Page/Plant) - 4:07
7. "Boogie with Stu" (Bonham/Jones/Page/Plant/Stewart/Valens) - 3:53
8. "Black Country Woman" (Page/Plant) - 4:24
9. "Sick Again" (Page/Plant) - 4:42

## Medverkande
- Jimmy Page - akustisk och elgitarr,
- Robert Plant - sång, munspel
- John Paul Jones - bas, keyboards, mellotron, mandolin
- John Bonham - trummor
- Ian Stewart - piano på "Boogie with Stu"

## Listplaceringar
| Lista (1975)   | Position            |
| -------------- | ------------------- |
| Danmark        | 10 (DR "Top 20")    |
| Finland        | 5                   |
| Frankrike      | 2                   |
| Japan          | 13 (Oricon)         |
| Kanada         | 1 (RPM)             |
| Nederländerna  | 7                   |
| Norge          | 4 (VG-lista)        |
| Nya Zeeland    | 3                   |
| Storbritannien | 1 (UK Albums Chart) |
| Sverige        | 7 (Kvällstoppen)    |
| USA            | 1 (Billboard 200)   |
| Västtyskland   | 4                   |
| Österrike      | 2                   |